# 本田精一
本田 精一（ほんだ せいいち、1923年12月3日 - 2019年6月23日）は、日本の実業家。

## 経歴
福岡県に生まれる。
1941年、福岡県中学修猷館を経て、1950年、九州大学経済学部を卒業し日産火災海上に入社。
1973年6月、同社取締役となり福岡支店長、1974年6月大阪支店長、1977年7月常務、1978年11月専務、1980年7月副社長を経て、1981年7月社長に就任する。1989年6月相談役、1994年6月顧問となる。